# Grachtenvlinder
Grachtenvlinder is een tijdelijk artistiek en bouwkundig kunstwerk in Amsterdam-Centrum.
Tijdens de werkzaamheden aan de bruggen in de Oranje Loper moesten hulpbruggen geplaatst worden. Deze waren niet alleen nodig om voet- en fietsverkeer mogelijk te houden, maar ook allerlei kabels werden vanuit de hoofdbrug omgeleid. De noodbrug naast de Nieuwe-Wercksbrug, die over de Prinsengracht de verbinding verzorgt tussen Westermarkt en Rozengracht, kreeg twee balustraden ontworpen door kunstenaar Sam Hensbach. Deze Grachtenvlinder maakt deel uit van acht ontwerpen van kunstenaars voor eigen bruggen. Hersbach was genomineerd voor de Piketprijs 2021 categorie schilderkunst en dong met andere kunstenaars mee naar deze brugkunst. Buurtbewoners en buurtondernemers kozen uiteindelijk voor zijn ontwerp voor deze noodbrug. Alle acht kunstwerken uit deze serie bestaan in wezen uit geperforeerde staalplaten met figuren erin. De kunstenaar liet hier drones, hartjes, meervallen en muggen etc. uitstansen. Door de brug tijdens schemering en nacht te verlichten ontstaat met het water onder de brug een eigenaardig effect.
Hersbach wilde een vrolijke brug met het thema mens en dier. Hij vond de bruggen in de binnenstad nogal donker; ze hebben vanwege de welstandscommissie en hier ook rijksmonumentstatus vaak donkere kleuren en hij wilde hier een uitzondering; het werd geel. Hersbach mocht zijn werk niet volledig begeleiden omdat ze elders gefabriceerd werd, normaal verzorgt hij het totale kunstwerk. Hersbach. Het idee achter de muggen is dat ze rondom de grachten vliegen en op mensen zitten. De kunstenaar hoopte bij plaatsing dat de platen zodanig bevestigd werden, dat ze eventueel in de toekomst aan andere kunstbruggen hergebruikt kunnen worden. De vroegste datum van oplevering van de originele brug werd in 2022 geschat op 2028.
Sam Donald Pie Hersbach werd in 1995 in Arnhem geboren. Hij kreeg zijn opleiding aan de Hogeschool voor de Kunsten Utrecht (HKU Fine Art) en De Ateliers in Amsterdam. Een andere noodbrug uit de reeks is Kreukel van Karin Colen bij de Rijckerbrug aan het andere eind van de Rozengracht.